# Jan Robel
Jan Zygmunt Robel (ur. 28 sierpnia 1886 w Krakowie; zm. 24 maja 1962 tamże) – polski chemik, pracownik naukowy Uniwersytetu Jagiellońskiego, członek zespołu badającego zbrodnię katyńską.

## Życiorys
Urodził się 28 sierpnia 1886 roku w Krakowie. Był synem Bronisława, państwowego urzędnika technicznego, i Franciszki z domu Bokor, prywatnej nauczycielki. W 1896 rozpoczął naukę w C. K. III Gimnazjum w Krakowie, gdzie w 1904 ukończył VIII klasę ze stopniem celującym i zdał egzamin dojrzałości z odznaczeniem. W tym samym 1904 rozpoczął studia chemiczne na Wydziale Filozoﬁcznym Uniwersytetu Jagiellońskiego. Studiował chemię i medycynę w Uniwersytecie Jagiellońskim; studiów medycznych jednak nie ukończył. W 1912 obronił doktorat w Zakładzie Chemii Lekarskiej UJ. W okresie międzywojennym będąc pracownikiem naukowym UJ prowadził wykłady z chemii dla studentów medycyny. Do 1939 był przewodniczącym zarządu Krakowskiego Oddziału Ligi Ochrony Przyrody.
Po wybuchu II wojny światowej w 1939 został aresztowany w trakcie Sonderaktion Krakau i uwięziony w obozie koncentracyjnym Sachsenhausen. Został zwolniony z obozu w lutym 1940. Po powrocie do Krakowa współorganizował tajny Wydział Lekarski UJ. Z polecenia władz tajnego Uniwersytetu objął funkcję kierownika Oddziału Chemicznego Instytutu Medycyny Sądowej i Kryminalistyki. Dr Robel prowadził także wykłady na Wydziałach: Lekarskim i Rolniczym. Jako oficer AK działał w ramach „Grupy Oświęcim”, zakonspirowanego pododdziału AK wyznaczonego do kontaktów z obozem w Oświęcimiu. Od maja 1943 prowadził badania dowodów rzeczowych zbrodni katyńskiej przywiezionych do Krakowa przez Niemców. Protokół jego badań, a właściwie zachowana przez doktora kopia, tzw. Archiwum Robla – oryginał zaginął w czasie wojny – stanowi jeden z istotnych dowodów potwierdzających udział NKWD w tej zbrodni.
Po zajęciu Krakowa przez Armię Czerwoną, dr Jan Robel przystąpił do przekształcania Oddziału Chemicznego w Instytut Ekspertyz Sądowych. Prace organizacyjne przerwało aresztowanie go przez NKWD, poszukujący dokumentacji zgromadzonej przez zespół medyków pracujących nad dowodami ofiar zbrodni dokonanej przez Sowietów. Od marca do maja 1945 NKWD więziło i przesłuchiwało w jednym ze swoich zakonspirowanych aresztów na terenie Krakowa. Po opuszczeniu więzienia w maju 1945 został kierownikiem laboratorium analiz sądowych (późniejszy Instytut Ekspertyz Sądowych) i prowadził badania nad zbrodniami nazistowskimi, m.in. zespół pod jego kierownictwem udowodnił w grudniu 1945 użycie Cyklonu-B do mordowania więźniów w komorach gazowych, podważając teorię o użyciu cyjanowodoru do dezynfekcji (gaz ten zabija tylko organizmy tlenowe).
Po zwolnieniu z więzienia pracował przy odtwarzaniu Instytutu, którego został pierwszym kierownikiem. Prowadził również wykłady z chemii na Wydziale Lekarskim, jednocześnie był kierownikiem Zakładu Chemii Lekarskiej. Z pracy na Uniwersytecie zrezygnował we wrześniu 1949. W Instytucie Ekspertyz Sądowych pracował do momentu przejścia na emeryturę z początkiem 1961. Zmarł 24 maja 1962 w szpitalu onkologicznym przy ul. Garncarskiej w Krakowie. Został pochowany na cmentarzu Rakowickim w Krakowie 29 maja 1962 (kwatera GA-wsch.-10).

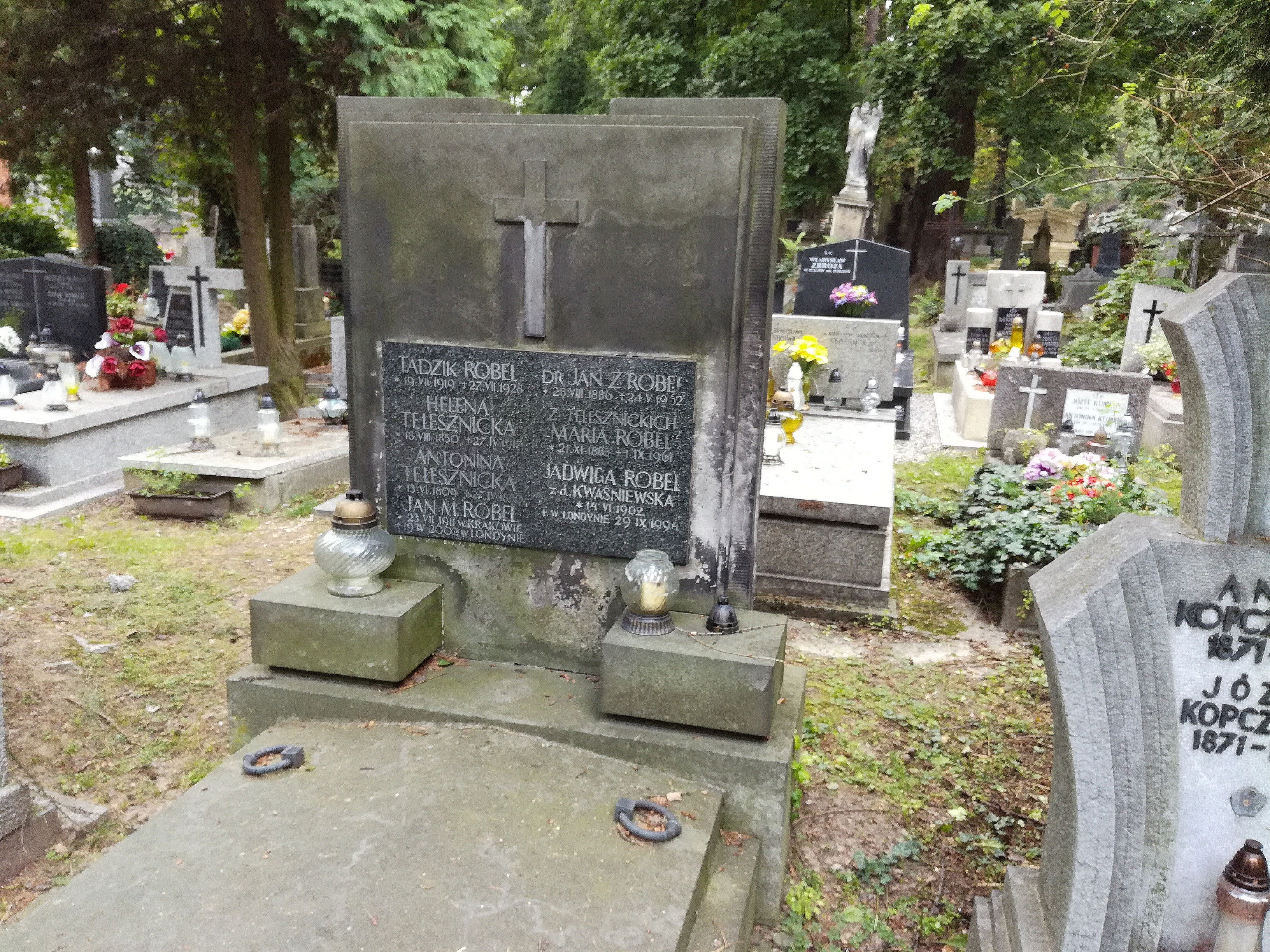
Grób prof. Jana Robla

## Odznaczenia
- Krzyż Kawalerski Orderu Odrodzenia Polski[8]
- Złoty Krzyż Zasługi[8]
- Medal 10-lecia Polski Ludowej (12 stycznia 1955)[13]